# Empis incompleta
Empis incompleta är en tvåvingeart som beskrevs av Macquart 1846. Empis incompleta ingår i släktet Empis och familjen dansflugor. Inga underarter finns listade i Catalogue of Life.